# 情熱の瞳
『情熱の瞳』（じょうねつのひとみ）は、森川美穂の9枚目のオリジナル・アルバム。1994年7月6日に東芝EMI/EASTWORLDから発売された。

## 内容
- 前作『a holiday』は、初リメイク・アルバムのため、オリジナルアルバムは『FREESTYLE』以来2年ぶり。
- 森川の多数の楽曲を手がけている小森田実の他、本作は元H2Oの中沢堅司をはじめ、高橋研、広瀬香美、小比類巻かほるらが楽曲を手がけた。1,6の編曲を手掛けた米光亮を除き、ほとんどの楽曲のサウンドプロデュースを佐藤準が担当している。

## 収録曲
| #         | タイトル                  | 作詞            | 作曲            | 編曲      | 時間  |
| --------- | ------------------------- | --------------- | --------------- | --------- | ----- |
| 1.        | 「恋していれば大丈夫」    | 高橋研          | 広瀬香美        | 米光亮    | 5:08  |
| 2.        | 「戦いは終わらない!」     | 森川美穂        | 小森田実        | 佐藤準    | 4:16  |
| 3.        | 「U・RA・HA・RA」         | 森川美穂        | 佐藤準          | 佐藤準    | 3:24  |
| 4.        | 「もう一度のさよなら」    | 森川美穂        | 内藤慎也        | 佐藤準    | 4:00  |
| 5.        | 「終わった恋の物語」      | 佐藤準 森川美穂 | 佐藤準 中沢堅司 | 佐藤準    | 3:41  |
| 6.        | 「優しくしないで」        | 森川美穂        | 広瀬香美        | 佐藤準    | 5:55  |
| 7.        | 「Night Train」           | 高橋研          | 小比類巻かほる  | 米光亮    | 4:38  |
| 8.        | 「Shiny Sunny Face」      | 佐藤ありす      | 佐藤準          | 佐藤準    | 4:19  |
| 9.        | 「心のままに」            | 丸山圭子        | 森川美穂        | 佐藤準    | 5:16  |
| 10.       | 「傷痕（Album Version）」 | 森川美穂        | 須藤英樹        | 佐藤準    | 3:32  |
| 合計時間: | 合計時間:                 | 合計時間:       | 合計時間:       | 合計時間: | 44:09 |